# Vasa Mijić
Vasa Mijić (srb. Васа Мијић) (ur. 11 kwietnia 1973 w Nowy Sadzie) – serbski siatkarz, reprezentant Jugosławii, a później Serbii i Czarnogóry, libero.

## Kariera sportowa
Zdobył złoty medal w 2000 r. na Igrzyskach Olimpijskich w  Sydney. Został również mistrzem Europy w 2001 r. w Czechach. Na zakończenie tego turnieju został wybrany najlepiej broniącym siatkarzem. W karierze klubowej reprezentował m.in. grecki klub Olympiakos Pireus (2001-2002).

## Nagrody indywidualne
- 2001: najlepiej broniący zawodnik mistrzostw Europy